# Dihydrolevoglucosenon
Dihydrolevoglucosenon (ook bekend onder de handelsnaam Cyrene) is een organische verbinding met als brutoformule C6H8O3. In zuivere toestand komt de stof voor als een kleurloze vloeistof, die mengbaar is met water. Het is een bicyclisch, chiraal, heterocyclisch cycloalkanon dat gebruikt wordt als een volledig biodegradeerbaar dipolair aprotisch oplosmiddel. Het vormt daarmee een groener alternatief voor onder andere DMF en NMP.

## Synthese
Dihydrolevoglucosenon kan worden bereid door de hydrogenering van levoglucosenon, een onverzadigd anhydrocarbohydraat dat wordt bekomen bij de zuur-gekatalyseerde pyrolyse van lignocellulose. Dit laatste wordt bekomen uit onder meer houtafval of zaagsel.
De hydrogenering vindt plaats in aanwezigheid van een metaalkatalysator, typisch palladium op aluminiumoxide (Pd/Al2O3) of palladium op zirkonium(IV)oxide (Pd/ZrO2). Verdere hydrogenering kan leiden tot vorming van tetrahydrofuran-2,5-dimethanol.

## Toepassingen
Dihydrolevoglucosenon wordt gebruikt als een groen monomeer bij de synthese van bepaalde polymeren, maar ook als grondstof voor de bereiding van geneesmiddelen, smaak- en geurstoffen. Zo leidt de oxidatie van dihydrolevoglucosenon met perazijnzuur tot het optisch zuivere 5-hydroxymethyldihydrofuranon, van waaruit zalcitabine, een hiv-remmer, kan bereid worden. Doorgedreven hydrogenering van dihydrolevoglucosenon leidt tot vorming van 1,6-hexaandiol, een grondstof voor de productie van polyesters en polyurethanen.
Dihydrolevoglucosenon is tevens een biodegradeerbaar dipolair aprotisch oplosmiddel dat succesvol is toegepast bij de uitvoering van onder andere de Sonogashira-koppeling en de Suzuki-reactie.